# Dobrogoszczyce
Dobrogoszczyce (prononciation : [dɔbrɔɡɔʂˈt͡ʂɨt͡sɛ]) est une localité polonaise de la gmina de Kroczyce, située dans le powiat de Zawiercie en voïvodie de Silésie.